# Амірія – Дашур
Амірія – Дашур – газопровід на півночі Єгипту, який сполучає околиці Александрії та Каїру (друге та перше за розмірами міста Єгипту відповідно).
Наприкінці 1990-х років на південно-східній околиці александрійської агломерації в районі Амірія розпочав роботу новий Газопереробний завод Західної пустелі. Підготований ним товарний газ переважно спрямовувався до розташованої поруч індустріальної зони, проте частину ресурсу – 1,4 млн м3 на добу з установки підготовки газу Тарек – законтрактували для поставок до столичного регіону. Для здійснення останніх спорудили трубопровід довжиною 200 км та діаметром 800 мм, який прямує в район розташованого на південно-західній околиці каїрської агломерації газопереробного заводу Дашур. Доправлений ресурс може постачатись промисловим та індустріальним споживачам столиці по каїрському газопровідному кільцю (з яким Амірія – Дашур має два сполучення – в районі Міста 6 жовтня та ГПЗ Дашур), а також до провінції Бені-Суейф по газопроводу Дашур – Куреймат.  
В 2011-му за півтора десятка кілометрів до завершення трубопроводу Амірія – Дашур почала роботу компресорна станція Дашур, призначена для забезпечення роботи Газопроводу Верхнього Єгипту. При цьому варто відзначити, що вже з 2014-го до КС Дашур вивели трубопровід Ідку – Дашур, який подає ресурс із дельти Нілу та на ділянці Ель-Садат – КС Дашур прямує в одному коридорі з Амірія – Дашур.